# Trenton Ducati
Zachary David Ivey, más conocido como Trenton Ducati (Houston, 10 de agosto de 1977), es un actor pornográfico, modelo, productor y director de cine estadounidense, que trabaja exclusivamente en el campo de la pornografía gay.

## Biografía
Ducati de ascendencia italiana, nació en Houston, Texas pero creció en Santa Fe en Nuevo México, donde asistió a la escuela secundaria St. Michael's. Creció jugando béisbol y fútbol pero cultivando el sueño de convertirse en un vaquero profesional. De trece a veintiún años participa en varias competiciones de rodeo de toros y caballos. Además de su pasión por los rodeos, Ducati es un apasionado del culturismo y las motocicletas (Su nombre artístico es un homenaje al famoso fabricante italiano de motocicletas).
Se instaló en Seattle y comenzó a trabajar como entrenador personal. En ese momento era entrenador personal de Jimmy Durano, quien ya tenía una carrera en el sector pornográfico, gracias a él envía sus fotos a Titan Media. En octubre de 2011, a la edad de 34 años, firmó un contrato exclusivo con Titan Media, haciendo su debut como actor pornográfico en la película Incubus en una escena que lo vio protagonizar junto con su amigo Jimmy Durano. Después de varias películas con Titan Media, al final de su contrato, trabaja libremente con otros estudios importantes en el sector, como Raging Stallion Studios, Falcon Studios, Hot House y Lucas Entertainment, imponiéndose en pocos años como un artista prolífico y versátil. Ducati también ha trabajado para varios sitios web, incluidos menatplay.com y men.com.
Ducati vive entre Seattle y Los Ángeles y también es activo en la esfera social promoviendo campañas contra el uso de drogas, especialmente contra el abuso de la metanfetamina, de la que ha dependido durante 15 años.
En enero de 2013 ganó el premio "Gay Performer of the Year" en los XBIZ Awards,  y posteriormente obtuvo 9 nominaciones para los 2013 Grabby Awards , ganando los premios en las categorías "Performer of the Year" y "Best Versatile Performer". Obtuvo 8 nominaciones a los Premios Grabby 2014 y nuevamente ganó el premio "Artista del año".
Hacia finales de 2013, junto con su socio Michael Youens, fundó su propia agencia llamada "Ducati Models", que representa a modelos en el sector de adultos, así como drag queens , go-go boys y DJ.
En mayo de 2015 ganó, por tercer año consecutivo, el premio "Artista del año" en los Premios Grabby. En marzo de 2016 interpreta a Batman en Batman v Superman: A Gay XXX Parody , parodia pornográfica de Batman v Superman: Dawn of Justice. Ducati es el propietario y operador de tres sitios web NastyDaddy.com, GentlemansCloset.com y TrailerTrashBoys.com.

## Filmografía
| - Incubus (TitanMen) (2011) - Punto de fricción (TitanMen) (2011) - Vigilancia (TitanMen) (2012) - Hot Wired (TitanMen) (2012) - Alto voltaje (semental furioso) (2012) - Body Shop (Falcon Studios) (2012) - Trunks 7 (Hot House) (2012) - Stud Finder (TitanMen) (2012) - Sexo puro (semental furioso) (2012) - Insaciable (fricción dura) (2012) - Úsame como una herramienta (Raging Stallion) (2012) - Negligencia (Hot House) (2012) - En tu cara! (Semental furioso) (2012) - Beso lamer chupar joder (casa caliente) (2012) - Deep Inside Part 1 (Falcon Studios) (2012) - Pack Attack 7 (Hot House) (2012) - The Woods Part 1 (Raging Stallion) (2012) - The Woods Part 2 (Raging Stallion) (2012) - Cock Craze (Raging Stallion) (2012) - Despojado 1: Haz que llueva (Raging Stallion) (2012) - Nunca es suficiente (Semental furioso) (2012) - Grecia mi agujero (Lucas Entertainment) (2012) - El poder del amor (Lucas Entertainment) (2012) - Push, Pull, Squat, Thrust (Fetish Force / Raging Stallion) (2012) - Herramientas del comercio (Hot House) (2012) - Pendejos (Lucas Entertainment) (2012) - Despierta (Lucas Entertainment) (2012) - Grindhouse (espada desnuda) (2012) - Cock Shot (Raging Stallion) (2013) - Sun Kissed (Falcon Studios) (2013) - The Dom (Casa caliente) (2013) - The Sub (Hot House) (2013) - Cock Tease (Raging Stallion) (2013) - Powerload (Hard Friction / Raging Stallion) (2013) - Primer plano (TitanMen) (2013) | - Big Cocks Rock! 2 (Cocksure Men / Jake Cruise Presents) (2013) - My Doctor Sucks (Hot House) (2013) - Hoyo 1 (Semental furioso) (2013) - Más difícil. Más rápido. Más áspero. (Lucas Raunch / Lucas Entertainment) (2013) - Musclebound (Falcon Studios) (2013) - Red Handed (Club Inferno / Hot House) (2013) - Hoyo 2 (Semental furioso) (2013) - Golpeado (Titan Men) (2013) - Reyes de Nueva York (Lucas Entertainment) (2013) - Amor y devoción (Lucas Entertainment) (2013) - Easy Summer (Hot House) (2013) - El niño que lloró DILF (Catalina) (2013) - Hung Americans, Part 1 (Raging Stallion) (2013) - Hung Americans, Part 2 (Raging Stallion) (2013) - Trenton Ducati Goes Bareback (Lucas Entertainment) (2013) - El tamaño importa (semental furioso) (2013) - Harder Faster Rougher (Lucas Entertainment) (2014) - California Dreamin '2 (Falcon Studios) (2014) - Present Arms (Video de todos los mundos) (2014) - Under My Skin Part 1 (Raging Stallion) (2014) - Adicto (NakedSword) (2014) - De ritmo rápido (Titan Media) (2014) - Perdóname Padre (Icon Male) (2014) - Chupado en lugares extraños (Catalina Video) (2014) - Sentenciado: No te dejes atrapar (Rascal Video, lanzamiento del canal 1) (2014) - Men Seeking Men (Icon Male) (2014) - Héroe de fútbol (icono masculino) (2014) - Casa de masaje gay (icono masculino) (2014) - Daddy Chasers (Catalina Video) (2015) - Big Bro, Lil Bro (Chicos engreídos) (2016) - Batman v Superman: A Gay XXX Parody (Men) (2016) - One Erection: The Un-Making of a Boy Band (Cocky Boys) (2016) - Engrasadores (OutPersonals) (2016) - Radios urbanos (Falcon Studios) (2017) |

### Director
- Los mejores de América (Monster Bang, Raging Stallion) (2014)
- Engrasadores (OutPersonals) (2016)
- HHSN: Expuesto (Hot House) (2018)
- Swim Meat (Hot House) (2018)[8]